# MG 5
La MG 5 è un'autovettura compact prodotta dalla SAIC con marchio Morris Garages dal 2012.

## Prima serie (2012-2018)
Il codice del progetto interno all'azienda, collegato al modello, era AP12. La concept car della MG 5 venne presentata al pubblico al salone dell'automobile di Shanghai del 2011 come MG Concept5. Il modello prodotto in serie è stato invece lanciato sui mercati il 28 marzo 2012. La MG 5 condivide il pianale con la Roewe 350 berlina.

### Motorizzazioni
I motori disponibili sono due, entrambi a quattro cilindri in linea. Il primo ha una cilindrata di 1,5 litri, mentre il secondo possiede una cubatura di 1,8 litri. Il primo propulsore citato eroga una potenza di 100 CV, mentre quello da 1,8 litri sviluppa 133 CV. Il propulsore è montato anteriormente, e la trazione è all’avantreno.
Il modello era disponibile con un solo tipo di carrozzeria, hatchback cinque porte.

## Seconda serie (2020-)
La seconda generazione della MG 5 è stata ufficialmente presentata al Salone di Pechino nel settembre 2020. Rispetto alla precedente, ha abbandonato la carrozzeria a 5 porte per una versione a tre volumi con baule. Nella gamma MG, sostituisce anche la berlina GT lanciata nel 2014.

### Motorizzazioni
I motori disponibili sono due, entrambi a quattro cilindri in linea. Il primo ha una cilindrata di 1,5 litri che eroga 120 CV mentre il secondo ha ha una cilindrata di 1,5 litri che eroga 171 CV.

## Altre versioni
Dal 2019, il nome MG 5 è stato utilizzato per rimarchiare la Roewe i5 venduta nei mercati al di fuori della Cina.
In Messico, il modello è stato introdotto insieme alla HS e ZS il 21 ottobre 2020, segnando il ritorno del marchio MG nel mercato messicano dopo 15 anni.
Nel 2020, la station wagon elettrica Roewe Ei5 è stata lanciata nel Regno Unito come MG5 EV, con una gamma di due modelli (Excite o Exclusive) al prezzo di £24.495. Nel 2021 la MG5 EV è stata lanciata anche in Italia.